# Damiria testis
Damiria testis är en svampdjursart som beskrevs av Topsent 1928. Damiria testis ingår i släktet Damiria och familjen Acarnidae. Inga underarter finns listade i Catalogue of Life.